# Edian
Edian（エディアン）は、NECネクサソリューションズから販売されていた業務用DTPシステムのシリーズ名である。
2020年に同社の製品「SUPER DIGITORIAL」シリーズに統合されて「SUPER DIGITORIAL/EW」となった。

## 概要
多ページ数の書籍や、数式を含む学習参考書などの複雑な組版にまで幅広く対応していた。
商品カタログなどに対しては、データベースと連動したバッチ処理により高速に自動組版を行うことができた。
クライアントサーバモデルを基本とし、分散作業による効率化を実現しているがPC1台でのスタンドアローン運用も可能。ハードウェアも含めたWindowsベースのシステムであり、アプリケーションソフト単体での販売は行われてなかった。
本システムは2018年までキヤノンITソリューションズ（2003年にキヤノン販売に企業買収される前は住友金属システムソリューションズ）から販売されていたが、2019年1月1日にNECネクサソリューションズに事業譲渡された。システム名は、住友金属システムソリューションズから販売されていたときはSMI EDIAN（エスエムアイ エディアン）という表記だったが、キヤノン販売による買収の際にSMIを外し、大文字表記ではなくなった。
NECネクサソリューションズは2020年に、同社の印刷ソリューション「SUPER DIGITORIAL」シリーズにEdianWingを統合し、「SUPER DIGITORIAL/EW」とした。
本システムの開発はSMI EDIAN時代から管理工学研究所が担当していた。なお、SUPER DIGITORIALシリーズの開発も管理工学研究所が行っていた。

## ファミリー

### SMI EDIAN
1989年に登場した最初のシステム。ハードウェアにUNIXワークステーションであるSony NEWSを用いていた。（販売終了）

### SMI EDIAN PLUS
機能強化とともにUNIXからWindowsに移行したシステム。1996年登場。1999年、日本新聞協会から技術開発奨励賞を受賞。（販売終了）

### EdianWing
PostScript対応の、最終版のシステム。
大量の書籍、雑誌、カタログなどの組版に強い。数式などの処理にも強く、学習参考書などの組版で実績があった。

### EdianWing NPS
新聞組版のために機能強化されたシステム。NPSとはNews Paper Systemのこと。
たたみ流しなど、新聞独特の組み方が簡単に実現できる。XMLを用いて、大量の文書の自動組版に対応。オプションで記事管理システムや、選挙組み、証券自動組み、スポーツ組みなどの機能が追加できた。